# Olympische Winterspiele 1998/Ski Alpin
Bei den XVIII. Olympischen Spielen 1998 in Nagano fanden zehn Wettbewerbe im Alpinen Skisport statt. Austragungsorte waren das Skigebiet Happo One bei Hakuba für Abfahrt, Super-G und Kombination sowie das Skigebiet Shigakōgen bei Yamanouchi für Riesenslalom und Slalom.

## Bilanz

### Medaillenspiegel
| Platz | Land               | Gold | Silber | Bronze | Gesamt |
| ----- | ------------------ | ---- | ------ | ------ | ------ |
| 1     | Österreich         | 3    | 4      | 4      | 11     |
| 2     | Deutschland        | 3    | 1      | 2      | 6      |
| 3     | Norwegen           | 1    | 3      | –      | 4      |
| 4     | Italien            | 1    | 1      | –      | 2      |
| 5     | Frankreich         | 1    | –      | 1      | 2      |
| 6     | Vereinigte Staaten | 1    | –      | –      | 1      |
| 7     | Schweiz            | –    | 1      | 1      | 2      |
| 8     | Schweden           | –    | 1      | –      | 1      |
| 9     | Australien         | –    | –      | 1      | 1      |

### Medaillengewinner
| Konkurrenz   | Gold               | Silber                  | Bronze               |
| ------------ | ------------------ | ----------------------- | -------------------- |
| Abfahrt      | Jean-Luc Crétier   | Lasse Kjus              | Hannes Trinkl        |
| Super-G      | Hermann Maier      | Didier Cuche Hans Knauß | –                    |
| Riesenslalom | Hermann Maier      | Stephan Eberharter      | Michael von Grünigen |
| Slalom       | Hans Petter Buraas | Ole Kristian Furuseth   | Thomas Sykora        |
| Kombination  | Mario Reiter       | Lasse Kjus              | Christian Mayer      |

| Konkurrenz   | Gold               | Silber                | Bronze                |
| ------------ | ------------------ | --------------------- | --------------------- |
| Abfahrt      | Katja Seizinger    | Pernilla Wiberg       | Florence Masnada      |
| Super-G      | Picabo Street      | Michaela Dorfmeister  | Alexandra Meissnitzer |
| Riesenslalom | Deborah Compagnoni | Alexandra Meissnitzer | Katja Seizinger       |
| Slalom       | Hilde Gerg         | Deborah Compagnoni    | Zali Steggall         |
| Kombination  | Katja Seizinger    | Martina Ertl          | Hilde Gerg            |

## Ergebnisse Männer

### Abfahrt
| Platz | Land | Sportler           | Zeit (min) |
| ----- | ---- | ------------------ | ---------- |
| 1     | FRA  | Jean-Luc Crétier   | 1:50,11    |
| 2     | NOR  | Lasse Kjus         | 1:50,51    |
| 3     | AUT  | Hannes Trinkl      | 1:50,63    |
| 4     | SUI  | Jürg Grünenfelder  | 1:50,64    |
| 5     | CAN  | Ed Podivinsky      | 1:50,71    |
| 6     | ITA  | Kristian Ghedina   | 1:50,76    |
| 7     | AUT  | Andreas Schifferer | 1:50,77    |
| 8     | SUI  | Didier Cuche       | 1:50,91    |
| 9     | USA  | Kyle Rasmussen     | 1:51,09    |
| 10    | SWE  | Patrik Järbyn      | 1:51,22    |
| 11    | AUT  | Fritz Strobl       | 1:51,34    |
|       |      |                    |            |
| 14    | SUI  | Franco Cavegn      | 1:51,74    |

Datum: 13. Februar 1998, 11:00 Uhr

Strecke: „Olympic Course I“, Happo One

Start: 1765 m, Ziel: 840 m

Höhendifferenz: 925 m, Streckenlänge: 3289 m

Kurssetzer: Sepp Messner, 44 Tore
43 Teilnehmer, davon 28 in der Wertung. Ausgeschieden u. a.: AJ Kitt (USA), Hermann Maier (AUT), Bruno Kernen (SUI), Peter Runggaldier (ITA), Brian Stemmle (CAN).

### Super-G
| Platz | Land | Sportler            | Zeit (min) |
| ----- | ---- | ------------------- | ---------- |
| 1     | AUT  | Hermann Maier       | 1:34,82    |
| 2     | SUI  | Didier Cuche        | 1:35,43    |
| 2     | AUT  | Hans Knauß          | 1:35,43    |
| 4     | ITA  | Alessandro Fattori  | 1:35,61    |
| 5     | NOR  | Kjetil André Aamodt | 1:35,67    |
| 6     | SWE  | Patrik Järbyn       | 1:35,72    |
| 7     | USA  | Daron Rahlves       | 1:35,96    |
| 8     | USA  | Tommy Moe           | 1:35,97    |
| 9     | NOR  | Lasse Kjus          | 1:36,25    |
| 10    | SWE  | Fredrik Nyberg      | 1:35,97    |
| 11    | SUI  | Bruno Kernen        | 1:36,37    |
|       |      |                     |            |
| 14    | SUI  | Steve Locher        | 1:36,62    |
| 18    | SUI  | Paul Accola         | 1:36,87    |
| 19    | AUT  | Andreas Schifferer  | 1:37,00    |
| 26    | LIE  | Jürgen Hasler       | 1:38,32    |

Datum: 16. Februar 1998, 08:45 Uhr

Strecke: „Olympic Course I“, Happo One

Start: 1490 m, Ziel: 840 m

Höhendifferenz: 650 m, Streckenlänge: 2407 m

Kurssetzer: Peter Endras, 46 Tore
45 Teilnehmer, davon 37 in der Wertung. Ausgeschieden u. a.: Nicolas Burtin (FRA), Stephan Eberharter (AUT), Ed Podivinsky (CAN).

### Riesenslalom
| Platz | Land | Sportler             | Zeit (min) |
| ----- | ---- | -------------------- | ---------- |
| 1     | AUT  | Hermann Maier        | 2:38,51    |
| 2     | AUT  | Stephan Eberharter   | 2:39,36    |
| 3     | SUI  | Michael von Grünigen | 2:39,69    |
| 4     | AUT  | Hans Knauß           | 2:39,71    |
| 5     | SLO  | Jure Košir           | 2:39,98    |
| 6     | SUI  | Steve Locher         | 2:40,30    |
| 7     | SUI  | Paul Accola          | 2:40,57    |
| 8     | NOR  | Lasse Kjus           | 2:40,65    |
| 9     | AUT  | Christian Mayer      | 2:40,67    |
| 10    | SWE  | Fredrik Nyberg       | 2:40,95    |
|       |      |                      |            |
| 12    | SUI  | Urs Kälin            | 2:41,17    |
| 14    | LIE  | Marco Büchel         | 2:41,99    |

Datum: 19. Februar 1998, 11:15 Uhr (1. Lauf), 14:00 Uhr (2. Lauf)

Strecke: „Higashidate“, Shigakōgen

Start: 1969 m, Ziel: 1630 m

Höhendifferenz: 439 m

Kurssetzer 1. Lauf: Filip Gartner, 55 Tore

Kurssetzer 2. Lauf: Toni Giger, 53 Tore
62 Teilnehmer, davon 36 in der Wertung. Ausgeschieden u. a.: Kjetil André Aamodt (NOR), Joël Chenal (FRA), Thomas Grandi (CAN), Bode Miller (USA), Kentarō Minagawa (JPN), Kalle Palander (FIN), H. C. Strand Nilsen (NOR), Alberto Tomba (ITA), Achim Vogt (LIE), Markus Eberle (GER), Bernhard Knauss (SLO).

### Slalom
| Platz | Land | Sportler              | Zeit (min) |
| ----- | ---- | --------------------- | ---------- |
| 1     | NOR  | Hans Petter Buraas    | 1:49,31    |
| 2     | NOR  | Ole Kristian Furuseth | 1:50,64    |
| 3     | AUT  | Thomas Sykora         | 1:50,68    |
| 4     | NOR  | Tom Stiansen          | 1:50,90    |
| 5     | AUT  | Christian Mayer       | 1:51,09    |
| 6     | AUT  | Thomas Stangassinger  | 1:51,25    |
| 7     | NOR  | Finn Christian Jagge  | 1:51,39    |
| 8     | FRA  | Joël Chenal           | 1:51,51    |
| 9     | FIN  | Kalle Palander        | 1:51,81    |
| 10    | FRA  | Pierrick Bourgeat     | 1:51,82    |
|       |      |                       |            |
| 12    | SUI  | Didier Plaschy        | 1:52,03    |
| 18    | SUI  | Paul Accola           | 1:54,91    |
| 19    | SUI  | Michael von Grünigen  | 1:54,96    |

Datum: 21. Februar 1998,
09:30 Uhr (1. Lauf), 13:00 Uhr (2. Lauf)

Strecke: „Yakebitai“, Shigakōgen

Start: 1890 m, Ziel: 1670 m

Höhendifferenz: 220 m

Kurssetzer 1. Lauf: Fritz Züger, 65 Tore

Kurssetzer 2. Lauf: Stefano Dalmasso, 65 Tore
65 Teilnehmer, davon 31 in der Wertung. Ausgeschieden u. a.: Thomas Grandi (CAN), Jure Košir, Andrej Miklavc, Drago Grubelnik  (alle SLO), Bode Miller (USA), Mario Reiter (AUT), Alberto Tomba, Fabrizio Tescari  (beide ITA), Alois Vogl, Markus Eberle (beide GER), Marco Casanova (SUI), Alain Baxter (GBR), Sami Uotila (FIN), Kentarō Minagawa (JPN), Chip Knight (USA), Martin Hansson (SWE), Kristinn Björnsson (ISL), Andrzej Bachleda-Curuś junior (POL).

### Kombination
| Platz | Land | Sportler                   | Zeit A (min)  | Zeit S (min)  | Gesamtzeit |
| ----- | ---- | -------------------------- | ------------- | ------------- | ---------- |
| 1     | AUT  | Mario Reiter               | 1:36,21 (6.)  | 1:31,85 (1.)  | 3:08,06    |
| 2     | NOR  | Lasse Kjus                 | 1:34,99 (2.)  | 1:33,66 (2.)  | 3:08,65    |
| 3     | AUT  | Christian Mayer            | 1:35,06 (3.)  | 1:35,05 (4.)  | 3:10,11    |
| 4     | AUT  | Günther Mader              | 1:34,83 (1.)  | 1:35,36 (6.)  | 3:10,19    |
| 5     | POL  | Andrzej Bachleda-Curuś jr. | 1:37,04 (9.)  | 1:34,49 (3.)  | 3:11,53    |
| 6     | ITA  | Alessandro Fattori         | 1:36,29 (7.)  | 1:40,71 (11.) | 3:17,00    |
| 7     | SLO  | Aleš Brezavšček            | 1:35,94 (5.)  | 1:44,15 (14.) | 3:20,09    |
| 8     | SLO  | Peter Pen                  | 1:36,98 (8.)  | 1:43,83 (13.) | 3:20,81    |
| 9     | LIE  | Jürgen Hasler              | 1:37,88 (10.) | 1:45,28 (15.) | 3:23,15    |
| 10    | ITA  | Erik Seletto               | 1:47,46 (15). | 1:35,77 (5.)  | 3:23,53    |

Datum: 10. Februar 1998, 08:30 Uhr (1. Lauf Slalom), 11:00 Uhr (2. Lauf Slalom),
 13. Februar 1998, 14:45 Uhr (Abfahrt)
Strecke Abfahrt: „Olympic Course I“, Happo One

Start: 1680 m, Ziel: 840 m

Höhendifferenz: 840 m, Länge: 2886 m

Kurssetzer: Sepp Messner, 37 Tore
Strecke Slalom: „Kokusai“, Happo One

Start: 995 m, Ziel: 830 m

Höhendifferenz: 165 m

Kurssetzer 1. Lauf: Filip Gartner, 55 Tore

Kurssetzer 2. Lauf: Bernd Zobel, 55 Tore
38 Teilnehmer, davon 15 in der Wertung. Ausgeschieden u. a.: Kjetil André Aamodt (NOR), Paul Accola (SUI), Kristian Ghedina (ITA), Jürg Grünenfelder (SUI), Finn Christian Jagge (NOR), Patrik Järbyn (SWE), Bruno Kernen (SUI), Tommy Moe (USA), Kalle Palander (FIN), Ed Podivinsky (CAN).

## Ergebnisse Frauen

### Abfahrt
| Platz | Land | Sportlerin            | Zeit (min) |
| ----- | ---- | --------------------- | ---------- |
| 1     | GER  | Katja Seizinger       | 1:28,89    |
| 2     | SWE  | Pernilla Wiberg       | 1:29,18    |
| 3     | FRA  | Florence Masnada      | 1:29,37    |
| 4     | FRA  | Mélanie Suchet        | 1:29,48    |
| 5     | RUS  | Swetlana Gladyschewa  | 1:29,50    |
| 6     | USA  | Picabo Street         | 1:29,54    |
| 7     | FRA  | Régine Cavagnoud      | 1:29,72    |
| 8     | AUT  | Alexandra Meissnitzer | 1:29,84    |
| 9     | GER  | Katharina Gutensohn   | 1:29,96    |
| 10    | GER  | Hilde Gerg            | 1:29,96    |
|       |      |                       |            |
| 12    | SUI  | Heidi Zurbriggen      | 1:30,25    |
| 15    | AUT  | Stefanie Schuster     | 1:30,73    |
| 18    | AUT  | Michaela Dorfmeister  | 1:31,17    |
| 22    | SUI  | Catherine Borghi      | 1:31,45    |
| 30    | SUI  | Corinne Rey-Bellet    | 1:32,92    |

Datum: 16. Februar 1998, 10:30 Uhr

Strecke: „Olympic Course II“, Happo One

Start: 1590 m, Ziel: 899 m

Höhendifferenz: 691 m, Streckenlänge: 2518 m

Kurssetzer: Jan Tischhauser, 32 Tore
39 Teilnehmerinnen, davon 34 in der Wertung. Ausgeschieden u. a.: Renate Götschl (AUT), Regina Häusl (GER), Isolde Kostner (ITA).

### Super-G
| Platz | Land | Sportlerin            | Zeit (min) |
| ----- | ---- | --------------------- | ---------- |
| 1     | USA  | Picabo Street         | 1:18,02    |
| 2     | AUT  | Michaela Dorfmeister  | 1:18,03    |
| 3     | AUT  | Alexandra Meissnitzer | 1:18,09    |
| 4     | GER  | Regina Häusl          | 1:18,27    |
| 5     | AUT  | Renate Götschl        | 1:18,32    |
| 6     | GER  | Katja Seizinger       | 1:18,44    |
| 7     | GER  | Martina Ertl          | 1:18,46    |
| 8     | FRA  | Mélanie Suchet        | 1:18,51    |
| 9     | AUT  | Stefanie Schuster     | 1:18,53    |
| 10    | GER  | Hilde Gerg            | 1:18,59    |
|       |      |                       |            |
| 21    | SUI  | Heidi Zurbriggen      | 1:19,22    |
| 31    | SUI  | Corinne Rey-Bellet    | 1:20,31    |
| 34    | SUI  | Catherine Borghi      | 1:20,69    |
| 38    | LIE  | Tamara Schädler       | 1:22,90    |

Datum: 11. Februar 1998, 13:00 Uhr

Strecke: „Olympic Course II“, Happo One

Start: 1486 m, Ziel: 899 m

Höhendifferenz: 587 m, Streckenlänge: 2115 m

Kurssetzer: Leonid Melnikow, 31 Tore
43 Teilnehmerinnen, davon 41 in der Wertung. Ausgeschieden u. a.: Kirsten Clark (USA)

### Riesenslalom
| Platz | Land | Sportlerin               | Zeit (min) |
| ----- | ---- | ------------------------ | ---------- |
| 1     | ITA  | Deborah Compagnoni       | 2:50,59    |
| 2     | AUT  | Alexandra Meissnitzer    | 2:52,39    |
| 3     | GER  | Katja Seizinger          | 2:52,61    |
| 4     | GER  | Martina Ertl             | 2:52,72    |
| 5     | FRA  | Sophie Lefranc-Duvillard | 2:53,27    |
| 6     | SUI  | Heidi Zurbriggen         | 2:53,61    |
| 7     | SWE  | Anna Ottosson            | 2:53,81    |
| 8     | ITA  | Sabina Panzanini         | 2:54,09    |
| 9     | LIE  | Birgit Heeb              | 2:54,70    |
| 10    | NOR  | Andrine Flemmen          | 2:54,94    |
|       |      |                          |            |
| 13    | GER  | Hilde Gerg               | 2:55,89    |
| 15    | AUT  | Stefanie Schuster        | 2:56,41    |
| 16    | SUI  | Karin Roten              | 2:56,96    |
| 19    | SUI  | Catherine Borghi         | 2:58,42    |
| 20    | AUT  | Christiane Mitterwallner | 2:58,46    |
| 30    | GER  | Regina Häusl             | 3:04,57    |

Datum: 20. Februar 1998,
09:30 Uhr (1. Lauf), 12:15 Uhr (2. Lauf)

Strecke: „Higashidate“, Shigakōgen

Start: 1923 m, Ziel: 1530 m

Höhendifferenz: 393 m

Kurssetzer 1. Lauf: Severino Bottero, 57 Tore

Kurssetzer 2. Lauf: Thierry Meynet, 59 Tore
56 Teilnehmerinnen, davon 34 in der Wertung. Ausgeschieden u. a.: Caroline Lalive (USA), Ingeborg Helen Marken (NOR), Sonja Nef (SUI), Ylva Nowén (SWE), Špela Pretnar (SLO), Sarah Schleper (USA).

### Slalom
| Platz | Land | Sportlerin         | Zeit (min) |
| ----- | ---- | ------------------ | ---------- |
| 1     | GER  | Hilde Gerg         | 1:32,40    |
| 2     | ITA  | Deborah Compagnoni | 1:32,46    |
| 3     | AUS  | Zali Steggall      | 1:32,67    |
| 4     | GER  | Martina Ertl       | 1:32,91    |
| 5     | AUT  | Sabine Egger       | 1:33,22    |
| 6     | AUT  | Ingrid Salvenmoser | 1:33,39    |
| 7     | SUI  | Martina Accola     | 1:34,12    |
| 8     | ITA  | Morena Gallizio    | 1:34,87    |
| 9     | GER  | Monika Bergmann    | 1:34,99    |
| 10    | SWE  | Anna Ottosson      | 1:35,24    |
|       |      |                    |            |
| 21    | LIE  | Diana Fehr         | 1:38,76    |
| 23    | LIE  | Tamara Schädler    | 1:40,01    |

Datum: 19. Februar 1998, 09:30 Uhr (1. Lauf), 13:00 Uhr (2. Lauf)

Strecke: „Yakebitai“, Shigakōgen

Start: 1870 m, Ziel: 1670 m

Höhendifferenz: 200 m

Kurssetzer 1. Lauf: Marko Jurjec, 57 Tore

Kurssetzer 2. Lauf: Wolfgang Grassl, 63 Tore
57 Teilnehmerinnen, davon 27 in der Wertung. Ausgeschieden u. a.: Trine Bakke (NOR), Patricia Chauvet (FRA), Andrine Flemmen (NOR), Urška Hrovat (SLO), Janica Kostelić (CRO), Kristina Koznick (USA), Sonja Nef (SUI), Laure Pequegnot (FRA), Špela Pretnar (SLO), Claudia Riegler (NZL), Karin Roten (SUI), Pernilla Wiberg (SWE)

### Kombination
| Platz | Land | Sportlerin         | Zeit A (min)  | Zeit S (min)  | Gesamtzeit |
| ----- | ---- | ------------------ | ------------- | ------------- | ---------- |
| 1     | GER  | Katja Seizinger    | 1:28,52 (1.)  | 1:12,22 (5.)  | 2:40,74    |
| 2     | GER  | Martina Ertl       | 1:29,76 (4.)  | 1:11,16 (1.)  | 2:40,92    |
| 3     | GER  | Hilde Gerg         | 1:29,92 (7.)  | 1:11,58 (2.)  | 2:41,50    |
| 4     | AUT  | Stefanie Schuster  | 1:30,10 (8.)  | 1:12,15 (4.)  | 2:42,25    |
| 5     | ITA  | Morena Gallizio    | 1:30,60 (11.) | 1:11,92 (3.)  | 2:42,52    |
| 6     | FRA  | Florence Masnada   | 1:29,87 (6.)  | 1:12,97 (8.)  | 2:42,84    |
| 7     | USA  | Caroline Lalive    | 1:31,05 (14.) | 1:13,71 (10.) | 2:44,76    |
| 8     | CRO  | Janica Kostelić    | 1:31,71 (12.) | 1:13,52 (9.)  | 2:45,23    |
|       |      |                    |               |               |            |
| 10    | SUI  | Catherine Borghi   | 1:31,24 (11.) | 1:14,09 (11.) | 2:45,33    |
| 11    | AUT  | Brigitte Obermoser | 1:29,82 (5.)  | 1:15,66 (13.) | 2:45,48    |
| 12    | GER  | Monika Bergmann    |               |               | 2:45,64    |
| 17    | LIE  | Tamara Schädler    |               |               | 2:52,18    |

Datum: 16. Februar 1998, 12:30 Uhr (Abfahrt)
17. Februar 1998, 09:30 Uhr (1. Lauf Slalom)
13:00 Uhr (2. Lauf Slalom)
Strecke Abfahrt: „Olympic Course II“, Happo One

Start: 1590 m, Ziel: 899 m

Höhendifferenz: 691 m, Länge: 2518 m

Kurssetzer: Jan Tischhauser, 32 Tore
Strecke Slalom: „Kokusai“, Happo One

Start: 995 m, Ziel: 830 m

Höhendifferenz: 165 m

Kurssetzer 1. Lauf: Heinzpeter Platter, 46 Tore

Kurssetzer 2. Lauf: Karl Leiter, 42 Tore
29 Teilnehmerinnen, davon 21 in der Wertung. Ausgeschieden u. a.: Michaela Dorfmeister (AUT), Renate Götschl (AUT), Isolde Kostner (ITA), Mélanie Turgeon (CAN), Pernilla Wiberg (SWE).